# 上海造幣有限公司

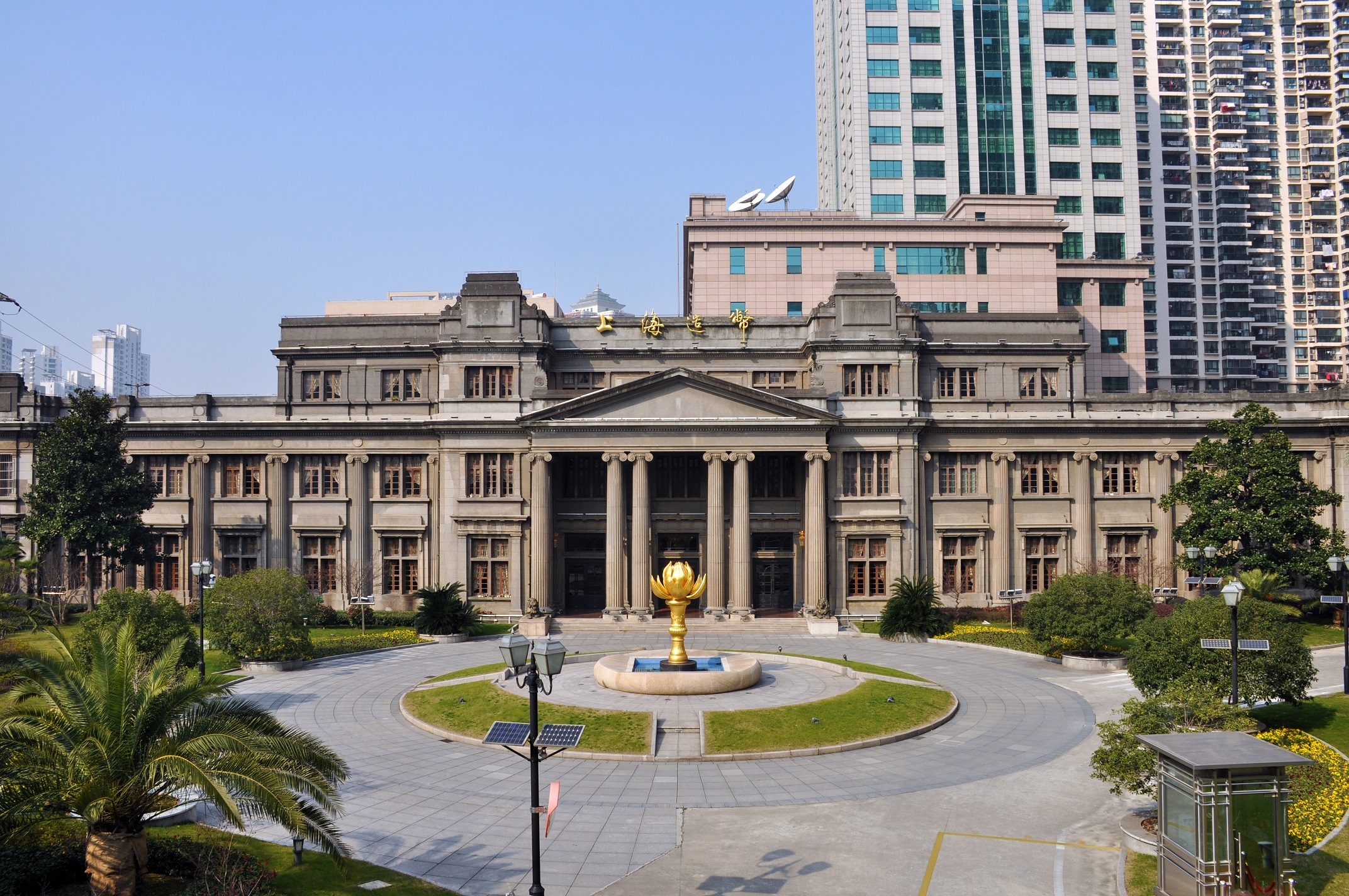
上海造幣廠

上海造幣有限公司（シャンハイぞうへいゆうげんこうし）は、上海市普陀区にある造幣局である。前身は国民政府中央造幣廠である。建築は上海市文物保護単位である。
上海造幣廠の建築は1921年に建築され、1930年に竣工し、古典主義様式の建築である。